# Cardiacera uniforma
Cardiacera uniforma är en tvåvingeart som först beskrevs av Paramonov 1958.  Cardiacera uniforma ingår i släktet Cardiacera och familjen Pyrgotidae. Inga underarter finns listade i Catalogue of Life.